# Babcock & Wilcox

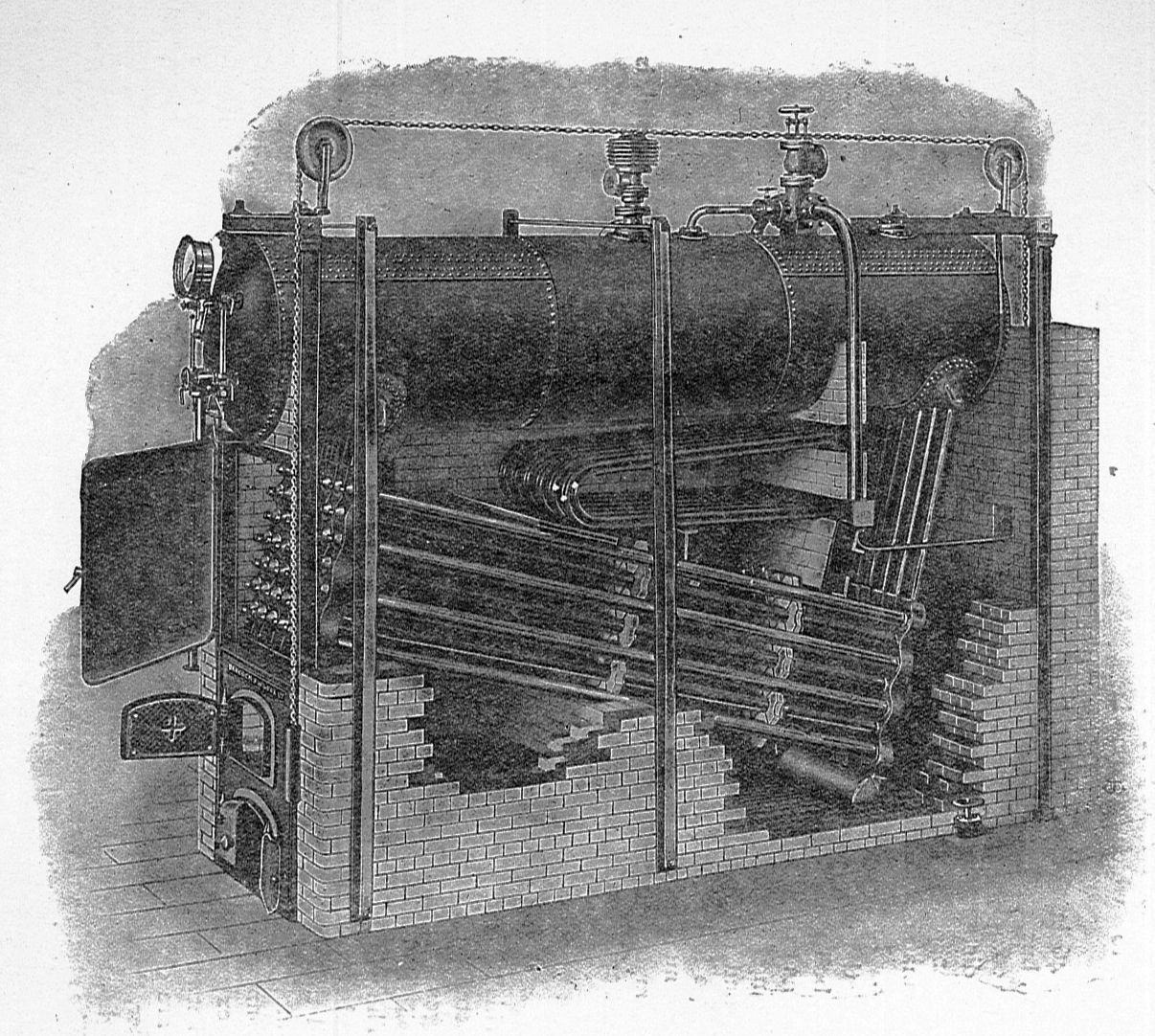
Kocioł wodnorurkowy Babcock & Wilcox, ilustracja z 1905 roku

Babcock & Wilcox Enterprises, Inc. (B&W) – amerykańskie przedsiębiorstwo przemysłowo-usługowe, którego działalność opiera się na produkcji urządzeń wykorzystywanych w sektorze energetycznym. Jest to spółka publiczna, której akcje notowane są na giełdzie New York Stock Exchange (NYSE). Siedziba przedsiębiorstwa mieści się w Akron, w stanie Ohio.
Założone w 1867 roku, przedsiębiorstwo nosi nazwę upamiętniającą jego współzałożycieli – wynalazców George’a Hermana Babcocka i Stephena Wilcoxa.

## Działalność
Podstawę działalności przedsiębiorstwa przez większą część jego historii stanowiła produkcja urządzeń wykorzystywanych w procesie wytwarzania energii elektrycznej z węgla i innych paliw kopalnych, w tym kotłów i turbin parowych, które montowane były w elektrowniach i innych zakładach przemysłowych, a dawniej także jako jednostki napędowe na statkach i okrętach. W 2023 roku działalność związana z tą dziedziną (produkcja urządzeń i części zamiennych do nich, świadczenie usług związanych z ich instalacją i utrzymaniem) odpowiadała za 50% przychodów wygenerowanych przez to przedsiębiorstwo. Około 45% przychodu pochodziła ze źródeł związanych z obsługą elektrowni węglowych.
W związku z działaniami na rzecz dekarbonizacji przemysłu, w tym sektora energetycznego, działalność przedsiębiorstwa uległa dywersyfikacji. Współcześnie obejmuje m.in. produkcję urządzeń wykorzystywanych w procesie produkcji wodoru, systemów odzysku energii w spalarniach odpadów i biomasy. a także systemów służących do redukcji emisji dwutlenku węgla oraz zanieczyszczeń powstających w procesach przemysłowych. Dawniej, w drugiej połowie XX wieku, znaczącym obszarem działalności spółki była energetyka jądrowa.
Zakłady produkcyjne B&W mieszczą się w Stanach Zjednoczonych (Lancaster, Chanute), Kanadzie (Dartmouth), Meksyku (Guadalupe), Chinach (Dingxiang), Danii (Esbjerg) oraz Wielkiej Brytanii (Dumbarton). W 2023 wielkość zatrudnienia wynosiła około 2250 osób.
W 2023 roku przedsiębiorstwo uzyskało przychód w wysokości 999 mln USD. Zysk operacyjny wyniósł 19,9 mln USD, a strata netto – 197 mln USD. 50,5% przychodu uzyskane zostało od kontrahentów w Stanach Zjednoczonych. Innymi znaczącymi rynkami były Kanada (9,1% przychodu), Wielka Brytania (8,3%) i Dania (5,9%).

## Historia
Przedsiębiorstwo zostało założone w 1867 roku przez George’a Hermana Babcocka, Stephena Wilcoxa i Josepha P. Mantona z zamiarem podjęcia produkcji i sprzedaży kotłów parowych, stanowiących element napędu lokomotyw oraz maszyn przemysłowych. Babcock i Wilcox wcześniej w tym samym roku opatentowali opracowany przez nich kocioł o konstrukcji wodnorurkowej. Był on tańszy w produkcji i łatwiejszy w utrzymaniu od innych ówczesnych kotłów, cechował się większą wydajnością oraz znacznie zmniejszonym ryzykiem katastrofalnej w skutkach eksplozji. Wilcox od kilkunastu lat doskonalił projekt własnego kotła (pierwszy patent uzyskał w 1856 roku), a Babcock pracował uprzednio jako naczelny kreślarz w hucie żelaza. Obaj przyjaźnili się od dzieciństwa.
Zapotrzebowanie na kotły parowe wzrosło wraz z powstaniem pierwszych systemów elektroenergetycznych. Thomas Edison nabył kocioł B&W na potrzeby własnych eksperymentów z energią elektryczną w 1878 roku. W kotły produkcji B&W wyposażone były pierwsze elektrownie zasilające odbiorców prywatnych w Stanach Zjednoczonych – Brush Electric Light Company w Filadelfii (1881) oraz Pearl Street Station w Nowym Jorku (1882).
Wilcox eksperymentował z wykorzystaniem kotłów własnej produkcji na jednostkach pływających. Zaprezentowany przez niego w 1889 roku jacht z napędem parowym wyposażony w kocioł B&W wzbudził duże zainteresowanie wśród potencjalnych kontrahentów, w tym US Navy i brytyjskiej Admiralicji. Przedsiębiorstwo rozpoczęło produkcję kotłów okrętowych w 1894 roku. Jeszcze w tym samym roku nabywcą została amerykańska marynarka wojenna. Z czasem większość amerykańskich okrętów wyposażona była w kotły produkcji Babcock & Wilcox. Duża ich liczba znalazła również zastosowanie na okrętach brytyjskiej Royal Navy oraz w amerykańskiej flocie handlowej.
W 1891 roku Babcock i Wilcox założyli odrębną spółkę Babcock & Wilcox Ltd. z siedzibą w Londynie, w celu podjęcia importu kotłów B&W do Wielkiej Brytanii oraz na inne rynki międzynarodowe (poza Amerykę Północną). Przedsiębiorstwo to wkrótce podjęło własną produkcję. Obie spółki były od siebie niezależne, ta druga kontynuuje działalność do dziś pod nazwą Babcock International.
Choć produkcja kotłów pozostawała głównym obszarem działalności spółki, w pierwszej połowie XX wieku rozszerzyła ona działalność m.in. o produkcję rur i materiałów ogniotrwałych (w kotłach parowych wykorzystywanych do wyściełania paleniska). Babcock & Wilcox dostarczyło m.in. rurociągi doprowadzające wodę do turbin w Zaporze Hoovera (1932). W latach 50. XX wieku przedsiębiorstwo rozpoczęło działalność w sektorze energetyki jądrowej. Rozpoczęło produkcję rdzeni oraz innych elementów konstrukcyjnych reaktorów jądrowych. W 1953 roku dostarczyło podzespoły dla pierwszego na świecie okrętu podwodnego z napędem jądrowym – USS „Nautilus”, a w 1959 roku reaktor jądrowy wykorzystany w pierwszym statku handlowym o tym napędzie – NS „Savannah”.
W 1978 roku przedsiębiorstwo zostało nabyte przez spółkę J. Ray McDermott & Co., Inc. (później: McDermott International). Rok później miała miejsce awaria w elektrowni jądrowej Three Mile Island, najpoważniejszy incydent tego typu w historii Stanów Zjednoczonych. Babcock & Wilcox, które zaprojektowało i zbudowało reaktor, znalazło się w sporze z właścicielem elektrowni dotyczącym odpowiedzialności za wypadek, który rozstrzygnięty został na drodze pozasądowej.
Począwszy od lat 80. spółka otrzymała kilkaset tysięcy pozwów od osób, które zostały narażone na działanie azbestu. Elementy wykorzystujące ten materiał wykorzystywane były w wielu produktach B&W do lat 70., m.in. w celu izolacji termicznej. W związku z narastającą liczbą pozwów w 2000 roku przedsiębiorstwo wystąpiło o wszczęcie postępowania upadłościowego. Postępowanie zostało zakończone po sześciu latach, utworzony został fundusz z którego poszkodowanym wypłacane są odszkodowania, a sama spółka kontynuowała działalność po restrukturyzacji.
W 2010 roku Babcock & Wilcox zostało wydzielone z przedsiębiorstwa McDermott International, przekształcone w samodzielną spółkę publiczną. Jej akcje wprowadzono do obiegu na Nowojorskiej Giełdzie Papierów Wartościowych (NYSE). W 2015 roku dokonano podziału przedsiębiorstwa na dwa – BWX Technologies, Inc. przejęło dział energetyki jądrowej (w tym produkcji okrętowych układów napędowych), a Babcock & Wilcox Enterprises, Inc. – działy związane z energetyką konwencjonalną i alternatywną.
Siedziba Babcock & Wilcox mieściła się pierwotnie w Providence (stan Rhode Island). W 1871 roku została przeniesiona do Nowego Jorku, w drugiej połowie XX wieku do Barberton (Ohio), następnie – Charlotte (Karolina Północna) i ostatecznie w 2020 roku do Akron (Ohio).